# Czy mnie jeszcze pamiętasz?
A Czy mnie jeszcze pamiętasz? (jelentése: Emlékszel még rám?) Czesław Niemen harmadik nagylemeze, melyet a Muza adott ki 1969-ben. Kísérőzenekar az Akwarele együttes. Katalógusszáma: XL 0516.

## Az album dalai

### A oldal
1. Wiem, że nie wrócisz
2. Baw się w ciuciubabkę
3. Obok nas
4. Nie wiem czy to warto
5. Przyjdź w taką noc

### B oldal
1. Czy mnie jeszcze pamiętasz
2. Pod papugami
3. Jeszcze sen
4. Stoję w oknie
5. Czas jak rzeka
6. Ach, jakie oczy

## Közreműködők
- Czesław Niemen – ének, orgona
- Zbigniew Sztyc – tenorszaxofon
- Tomasz Buttowtt – dob
- Tomasz Jaśkiewicz – gitár
- Ryszard Podgórski – trombita
- Marian Zimiński – zongora, orgona
- Tadeusz Gogosz – basszusgitár
- Partita – háttérvokál